# Mollenbach (Wiese)
Der Mollenbach ist ein knapp 1,9 km langer Bach des Südschwarzwaldes im baden-württembergischen Landkreis Lörrach. Er entspringt in Todtnau, etwa 500 Meter westlich des Bernauer Kreuzes, im Walddistrikt Silberberg und mündet in Todtnau im Stadtteil Brandenberg in die Wiese.

## Geographie

### Verlauf
Der Mollenbach entspringt auf etwa 1080 m ü. NHN im Walddistrikt Silberberg etwa 500 Meter westlich des Bernauer Kreuzes, das Quellgebiet und die ersten rund 200 Meter seines Oberlaufs liegen im Naturschutzgebiet Gletscherkessel Präg. Von hier fließt er zunächst in südlicher Richtung durch Waldgebiet, biegt bei etwa 980 m ü. NHN nach Südwesten ab, tangiert die Mollenbachhütte, die von der Stadtmusik Todtnau e. V. bewirtschaftet wird, um danach auf etwa 850 m ü. NHN in weitem Bogen seine Richtung nach Westen zu ändern. Im Siedlungsgebiet von Brandenberg angekommen, unterquert er zunächst die Mollenbachstraße, dann die Silberbergstraße um dann parallel zur Waldstraße bis zur Bundesstraße 317 zu fließen, die er ebenfalls unterquert. Danach fließt er noch rund 40 Meter im freien Feld und mündet im Todtnauer Stadtteil Brandenberg sodann von links und Osten auf etwa 730 m ü. NHN in die Wiese.
Der gut 1,85 km lange Lauf des Mollenbachs endet rund 350 Höhenmeter unterhalb seiner Quelle, er hat somit ein mittleres Sohlgefälle von etwa 19 %.

### Einzugsgebiet
Das naturräumlich zum Südschwarzwald gehörende Einzugsgebiet ist knapp 2,3 km² groß und liegt vollständig im Gemeindegebiet der Stadt Todtnau. Der höchste Punkt des Einzugsgebiets liegt im Südosten auf dem Gipfel des Silberbergs auf 1358,9 m ü. NHN. 
Die Einzugsgebiete der folgenden Nachbargewässer grenzen an:
- Im Norden konkurriert das Seltenbächle, das direkt oberhalb des Mollenbachs in die Wiese mündet;
- im Nordosten grenzt das Einzugsgebiet des Tiefgängelbachs, der direkt oberhalb des Seltenbächles in die Wiese mündet;
- jenseits der östlichen und südlichen Wasserscheide entwässert der Prägbach mit seinem Nebenlauf Gisibodenbach, der sich weiter unterhalb in die Wiese ergießt;
- im Südwesten konkurriert der Maustobel, der direkt unterhalb des Mollenbachs in die Wiese fließt.

### Zuflüsse
Auf der amtlichen Gewässerkarte sind folgende Zuflüsse verzeichnet (von der Mündung bis zur Quelle):
- Kernerloch, DGKZ: 23211322, Länge: 1058 m, mündet von rechts und Westnordwesten auf etwa 860 m ü. NHN, entspringt auf etwa 1205 m ü. NHN am Südwesthang des Silberbergs, in diesen mündet:
  - namenloser Hangwaldzufluss, Länge: ca. 575 m, mündet von links und Südosten auf etwa 960 m ü. NHN, entspringt auf etwa 1200 m ü. NHN am Südwesthang des Silberbergs;
- namenloser Hangwaldzufluss, Länge: ca. 430 m, mündet von rechts und Südosten auf etwa 975 m ü. NHN, entspringt auf etwa 1095 m ü. NHN;
- namenloser Hangwaldzufluss, Länge: ca. 150 m, mündet von links und Süden auf etwa 1035 m ü. NHN, entspringt auf etwa 1063 m ü. NHN;
- namenloser Hangwaldzufluss, Länge: ca. 200 m, mündet von rechts und Südwesten auf etwa 1035 m ü. NHN, entspringt auf etwa 1078 m ü. NHN.

### Flusssystem Wiese
- Fließgewässer im Flusssystem Wiese